# Brévilly
Brévilly is een gemeente in het Franse departement Ardennes in de regio Grand Est en telt 381 inwoners (1999).
Op 22 maart 2015 werd het kanton Mouzon, waar de gemeente onder viel, opgeheven en opgenomen in het kanton Carignan. De gemeente en het kanton maken deel uit van het arrondissement Sedan.

## Geografie
De oppervlakte van Brévilly bedraagt 7,3 km², de bevolkingsdichtheid is 52,2 inwoners per km².
Het plaatsje ligt aan de Chiers.
De onderstaande kaart toont de ligging van Brévilly met de belangrijkste infrastructuur en aangrenzende gemeenten.

## Demografie
Onderstaande figuur toont het verloop van het inwonertal (bron: INSEE-tellingen).

Vanwege een beveiligingsprobleem met de MediaWiki Graph-software is het momenteel niet mogelijk deze grafiek weer te geven. Zodra de software is bijgewerkt zal de grafiek vanzelf weer zichtbaar worden.